# Île d'Aguilkia
Pour le site ou se posa l'atterrisseur Philae, voir l'article sur la comète 67P/Tchourioumov-Guérassimenko.
Pour les temples, la ville antique et l'ancienne île, voir Philæ.
L'île d'Aguilkia, en arabe جزیره آگیلکیا, est une île d'Égypte baignée par les eaux du lac de retenue de l'ancien barrage d'Assouan. Elle accueille depuis 1974 les temples déplacés de l'île de Philæ engloutie sous les eaux depuis la construction du haut barrage d'Assouan mis en service en 1970. Ainsi, par abus de langage, elle est désormais appelée Philæ en lieu et place de l'ancienne île en raison de leur proximité et de leur ressemblance.

## Géographie

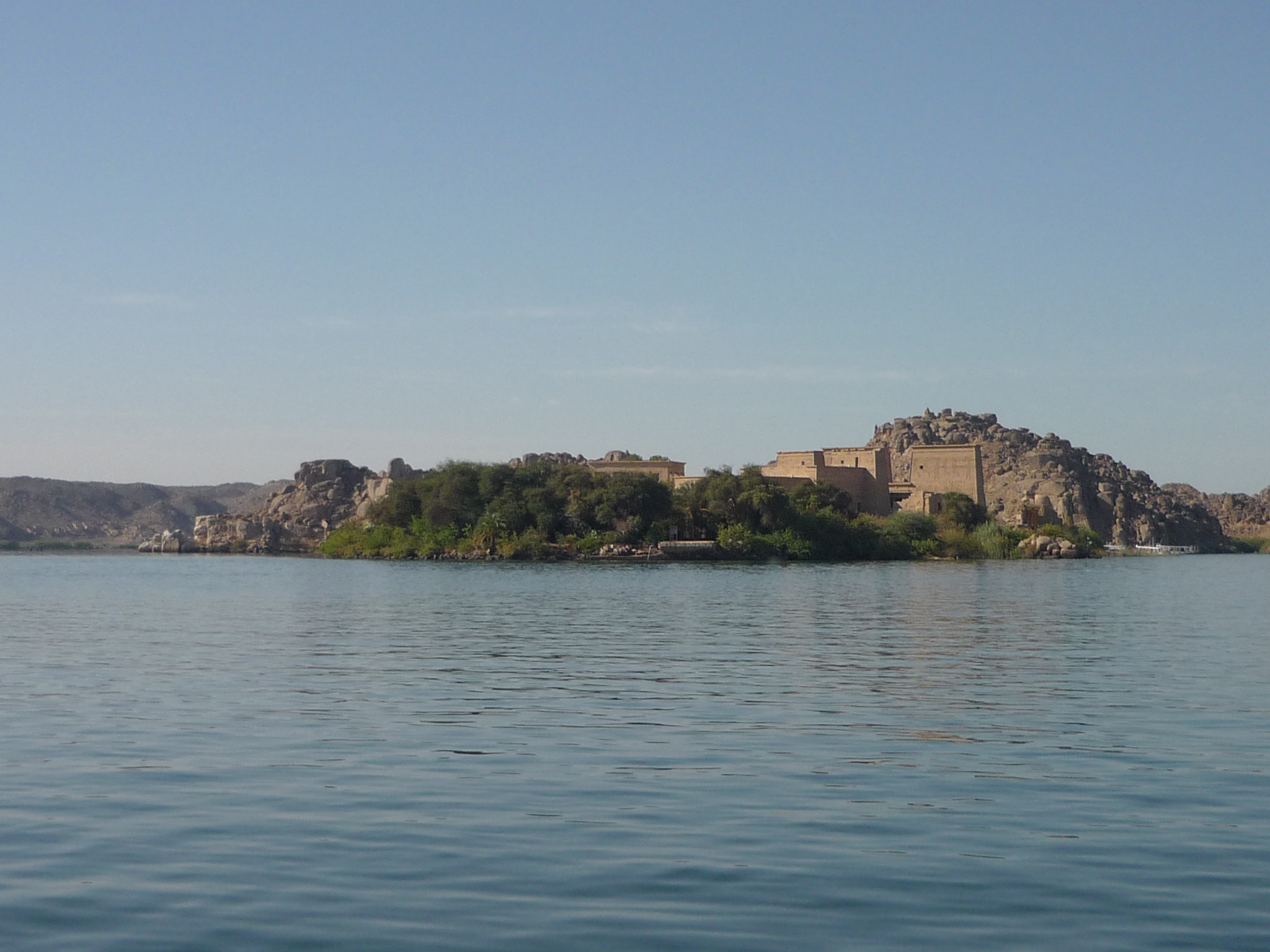
Vue de l'île d'Aguilkia depuis le nord avec le temple d'Isis dépassant de la végétation.

L'île d'Aguilkia est située en Égypte, au sud d'Assouan, entre l'ancien barrage d'Assouan au nord-ouest et le haut barrage d'Assouan au sud, juste au nord de l'île de Biggeh. C'était une butte que la montée des eaux provoquée par la construction de ces deux barrages a réduite à un îlot allongé. Pour cette raison, parce qu'elle se situe à trois-cents mètres au nord-ouest de l'ancienne île de Philæ et parce qu'elle n'est jamais submergée par les eaux, l'île d'Aguilkia accueille les temples qui ont été déplacés de l'île de Philæ entre 1974 et 1976. Le nom de Philæ s'est ainsi déplacé avec les temples, passant de l'île submergée à celle d'Aguilkia connue depuis sous ce nom. À l'occasion de ces travaux, l'île d'Aguikia a été remodelée afin de la faire ressembler le plus possible à l'ancienne île de Philæ : son sommet a été arasé sur une trentaine de mètres et son contour modifié pour reproduire la forme d'un oiseau.

## Histoire

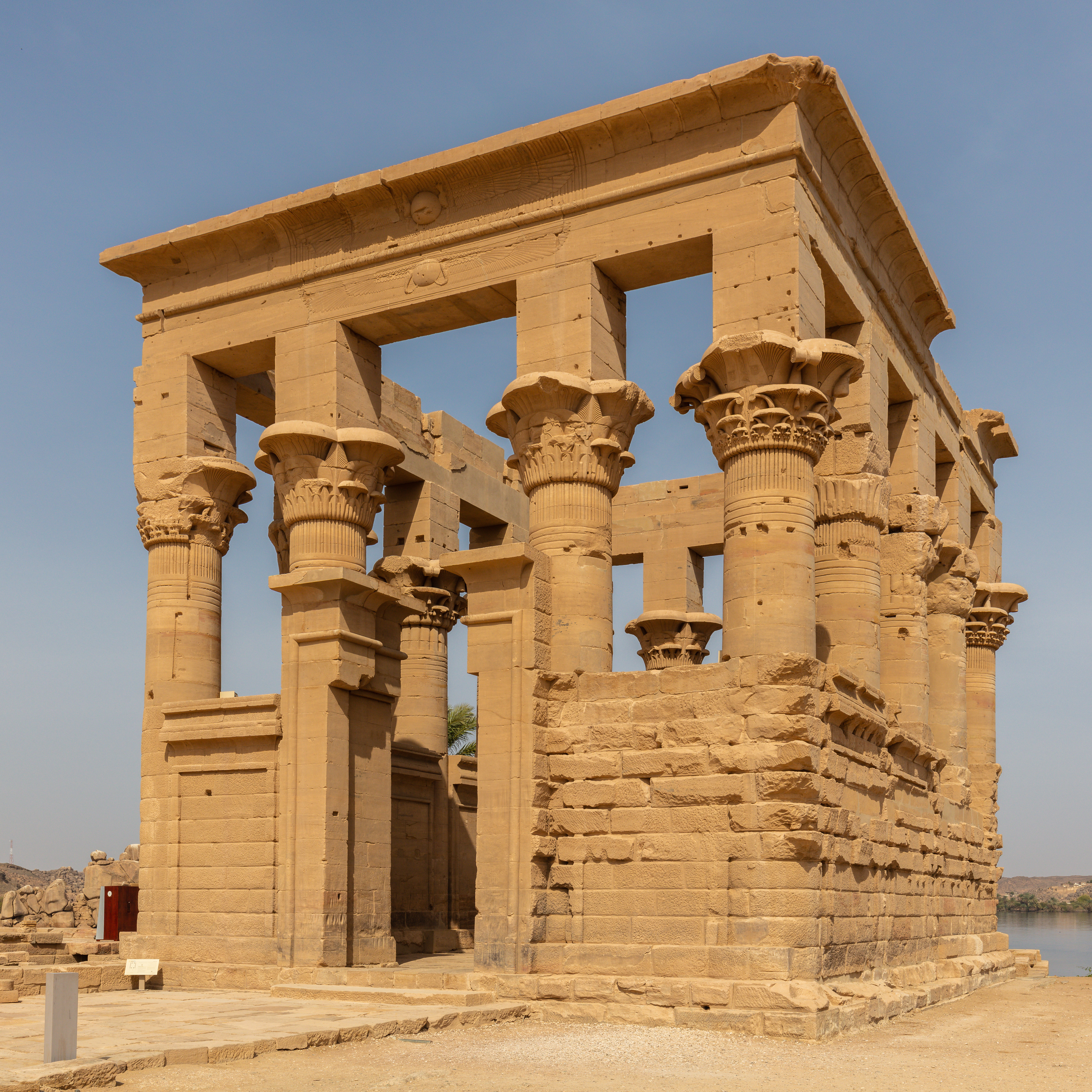
Le kiosque de Trajan en 2022 sur l'ile d'Aguilkia, temple hypèthre situé avant son déplacement sur l'ile de Philæ.

Entre 1974 et 1976, l'île d'Aguilkia subit d'importants travaux dans le cadre du déplacement des temples de l'île de Philæ, déjà dégradés par la remontée des eaux provoquée par la construction de l'ancien barrage d'Assouan au début du XXe siècle et menacé d'engloutissement définitif avec la construction du haut barrage d'Assouan mis en service en 1970.
Ainsi, alors que sa taille s'est déjà réduite avec la remontée des eaux du lac de retenue de l'ancien barrage d'Assouan, son sommet est arasé sur une trentaine de mètres et son littoral est remodelé pour donner à l'île la forme d'un oiseau, celle originelle de l'île de Philæ. À partir du 9 septembre 1974 et jusqu'en 1976, les temples de l'île de Philæ sont remontés sur celle d'Aguilkia qui est appelée Philæ depuis par abus de langage, les îles étant très proches et physiquement similaires après l'opération.

## Postérité
En 2014, à la suite d'un concours lancé par l'ESA, Agilkia est le nom donné au site d'atterrissage prévu pour l'atterrisseur Philae largué sur la comète 67P/Tchourioumov-Guérassimenko par la sonde Rosetta. Parmi plus de 8 000 propositions venues de 135 pays, c'est le nom proposé par un Français qui a gagné,.